# 海灣似青鱗魚
海灣似青鱗魚為輻鰭魚綱鲱形目鲱科的其中一種，分布於西印度洋的波斯灣海域，棲息深度可達50公尺，體長可達8公分，棲息在沿海海域，成群活動。

## 擴展閱讀
維基物種上的相關：海灣似青鱗魚